# Księga zgody
Księga zgody (łac. Liber Concordiae) – zbiór ksiąg wyznaniowych Kościoła luterańskiego. Wydana po raz pierwszy 25 czerwca 1580 roku w Dreźnie, w 50. rocznicę ogłoszenia Wyznania augsburskiego, z polecenia elektora saskiego Augusta Wettyna.  Zastąpiła istniejące wcześniej lokalne zbiory ksiąg wyznaniowych.
Wydanie drezdeńskie z 1580 roku zawierało niemieckie teksty ksiąg wyznaniowych. Jeszcze tego samego roku Nikolaus Selnecker opublikował nieoficjalne wydanie Księgi zgody w języku łacińskim. Zrewidowana i autoryzowana wersja łacińska ukazała się w 1584 roku.
W skład Księgi zgody wchodzi sześć (lub, według innej rachuby, siedem) wyznań wiary okresu reformacji:
1. Mały katechizm Marcina Lutra z 1529 roku,
2. Duży katechizm Marcina Lutra z 1529 roku,
3. Wyznanie augsburskie Filipa Melanchtona z 1530 roku,
4. Obrona Wyznania augsburskiego Filipa Melanchtona z 1530 roku,
5. Artykuły szmalkaldzkie Marcina Lutra z 1537 roku i Traktat o władzy i prymacie papieża Filipa Melanchtona z 1537 roku[a],
6. Formuła zgody z 1577 roku.

Wyznania te poprzedzone są trzema starochrześcijańskimi symbolami wiary:
1. Apostolskim wyznaniem wiary,
2. Nicejsko-konstantynopolitańskim wyznaniem wiary,
3. Atanazjańskim wyznaniem wiary.